# Рекорды чемпионатов Европы по футболу

## Футболисты

### Наибольшее количество чемпионских титулов
2 титула
- Райнер Бонхоф — 1972, 1980
- Хаби Алонсо — 2008, 2012
- Рауль Альбиоль — 2008, 2012
- Альваро Арбелоа — 2008, 2012
- Андрес Иньеста — 2008, 2012
- Икер Касильяс — 2008, 2012
- Санти Касорла — 2008, 2012
- Серхио Рамос — 2008, 2012
- Хосе Мануэль Рейна — 2008, 2012
- Давид Сильва — 2008, 2012
- Фернандо Торрес — 2008, 2012
- Сеск Фабрегас — 2008, 2012
- Хави — 2008, 2012
- Хесус Навас — 2012, 2024

### Наибольшее количество матчей
30 матчей
- Криштиану Роналду — 2004, 2008, 2012, 2016, 2020, 2024.

23 матча
- Пепе — 2008, 2012, 2016, 2020, 2024.

20 матчей
- Мануэль Нойер — 2012, 2016, 2020, 2024.

19 матчей
- Жоао Моутиньо — 2008, 2012, 2016, 2020.

18 матчей
- Бастиан Швайнштайгер — 2004, 2008, 2012, 2016.
- Леонардо Бонуччи — 2012, 2016, 2020.
- Гарри Кейн  — 2016, 2020, 2024.

17 матчей
- Джанлуиджи Буффон — 2004, 2008, 2012, 2016.
- Джорджо Кьеллини — 2008, 2012, 2016, 2020.
- Антуан Гризманн — 2016, 2020, 2024.
- Альваро Мората — 2016, 2020, 2024.

16 матчей
- Эдвин ван дер Сар — 1996, 2000, 2004, 2008.
- Лилиан Тюрам — 1996, 2000, 2004, 2008.
- Андрес Иньеста — 2008, 2012, 2016.
- Сеск Фабрегас — 2008, 2012, 2016.
- Жорди Альба — 2012, 2016, 2020.
- Лука Модрич — 2008, 2012, 2016, 2020, 2024.

### Лучшие бомбардиры в истории чемпионатов Европы
| 14 мячей - Криштиану Роналду — 2004, 2008 2012, 2016, 2020. 9 мячей - Мишель Платини — 1984. 7 мячей - Алан Ширер — 1996, 2000. - Антуан Гризманн — 2016, 2020. - Альваро Мората — 2016, 2020, 2024. - Гарри Кейн — 2020, 2024. 6 мячей - Тьерри Анри — 2000, 2004, 2008. - Патрик Клюйверт — 1996, 2000. - Руд ван Нистелрой — 2004, 2008. - Нуну Гомеш — 2000, 2004, 2008. - Златан Ибрагимович — 2004, 2008, 2012. - Уэйн Руни — 2004, 2012, 2016 - Ромелу Лукаку — 2016, 2020. - Роберт Левандовский — 2012, 2016, 2020, 2024. - Патрик Шик — 2020, 2024. | 5 мячей - Милан Барош — 2004. - Зинедин Зидан — 2000, 2004. - Марио Гомес — 2012, 2016. - Юрген Клинсманн — 1988, 1992, 1996. - Марко ван Бастен — 1988. - Саво Милошевич — 2000. - Фернандо Торрес — 2008, 2012. - Джердан Шакири — 2016, 2020, 2024. |

Примечание: после фамилии указаны турниры, на которых данный футболист отличился хотя бы один раз. Звания лучшего бомбардира чемпионата выделены полужирным шрифтом

### Рекордные «сухие серии» вратарей в истории Чемпионатов Европы
543 минуты. Эдвин Ван Дер Сар (Голландия). 1996 (148 минут), 2000 (365 минут), 2004 (30 минут). Продолжительность серии: три Евро.
509 минут Икер Касильяс 2012 (509 минут)
491 минута Мануель Нойер 2012 (54 минуты) 2016 (357 минут) 
494 минуты. Дино Дзофф (Италия). 1968 (171 минута), 1980 (324 минуты). Продолжительность серии: 12 лет (два Евро вне зачёта, потому что Италия в них не участвовала)
479 минут. Джордан Пикфорд (Англия). 2020 (479 минут)
425 минут. Антониос Никополидис (Греция). 2004 (358 минут), 2008 (67 минут).
422 минуты Руй Патрисио (Португалия) 2016 (297 минут) 2020 (125 минут)
416 минут. Ханс Ван Брёкелен (Голландия). 1988 (182 минуты), 1992 (234 минуты). В начале и в конце серии пропустил от немцев, причём оба раза на 54-й минуте.
409 минут Икер Касильяс 2008 (348 минут) 2012 (61 минута)
384 минуты. Доннарумма, Джанлуиджи (Италия). 2020 (384 минуты).
348 минут  Кун Кастелс (Бельгия ) 2024 (348 минут)
322 минуты. Андреас Кёпке (Германия). 1996 (322 минуты).
317 минут Джанлуиджи Буффон (Италия) 2012 (317 минут)
312 минут Франческо Тольдо (Италия) 2000 (312 минут)
308 минут Джанлуиджи Буффон (Италия) 2008 (244 минуты), 2012 ( 64минуты)
303 минуты. Витор Байя (Португалия). 2000 (303 минуты).
301 минута. Витор Байя (Португалия). 1996 (301 минута). Единственный обладатель двух 300-минутных серий. Причём во вторую серии побил собственное достижение на две минуты.
300 минут. Айке Иммель (ФРГ). 1988 (300 минут).

## Тренеры

### Тренеры-чемпионы
| Турнир | Сборная      | Тренер                |
| ------ | ------------ | --------------------- |
| 1960   | СССР         | Гавриил Качалин       |
| 1964   | Испания      | Хосе Вильялонга       |
| 1968   | Италия       | Ферруччо Валькареджи  |
| 1972   | ФРГ          | Хельмут Шён           |
| 1976   | Чехословакия | Вацлав Ежек           |
| 1980   | ФРГ          | Юпп Дерваль           |
| 1984   | Франция      | Мишель Идальго        |
| 1988   | Нидерланды   | Ринус Михелс          |
| 1992   | Дания        | Рихард Меллер-Нильсен |
| 1996   | Германия     | Берти Фогтс           |
| 2000   | Франция      | Роже Лемерр           |
| 2004   | Греция       | Отто Рехагель         |
| 2008   | Испания      | Луис Арагонес         |
| 2012   | Испания      | Висенте дель Боске    |
| 2016   | Португалия   | Фернанду Сантуш       |
| 2020   | Италия       | Роберто Манчини       |

### Тренировали на двух и более турнирах
| 21 | Йохаим Лёв            | Германия           | 2008, 2012, 2016, 2020 |
| 14 | Ларс Лагербек         | Швеция, Исландия   | 2000, 2004, 2008, 2016 |
| 11 | Берти Фогтс           | Германия           | 1992, 1996             |
| 10 | Висенте Дель Боске    | Испания            | 2012, 2016             |
| 9  | Ринус Михелс          | Нидерланды         | 1988, 1992             |
| 9  | Отто Рехагель         | Греция             | 2004, 2008             |
| 9  | Гус Хиддинк           | Нидерланды, Россия | 1996, 2008             |
| 8  | Мигель Муньос         | Испания            | 1984, 1988             |
| 8  | Рихард Меллер-Нильсен | Дания              | 1992, 1996             |
| 8  | Дик Адвокат           | Нидерланды, Россия | 2004, 2012             |
| 7  | Юпп Дерваль           | Германия           | 1980, 1984             |
| 7  | Ги Тис                | Бельгия            | 1980, 1984             |
| 7  | Зепп Пионтек          | Дания              | 1984, 1988             |
| 7  | Славен Билич          | Хорватия           | 2008, 2012             |
| 6  | Мортен Ольсен         | Дания              | 2004, 2012             |
| 6  | Джованни Трапаттони   | Италия, Ирландия   | 2004, 2012             |
| 4  | Хельмут Шён           | Германия           | 1972, 1976             |

Примечание: полужирным шрифтом выделены чемпионские звания, Ларс Лагербек в 2000 и 2004 гг. тренировал Швецию в паре с Томми Сёдербеком

### Финалисты в двух ипостасях
Участвовали в финальных матчах и как игрок, и как тренер:
- Берти Фогтс (Германия, 1976; 1992 и 1996)
- Дино Дзофф (Италия, 1968 и 2000).
- Дидье Дешам (Франция, 2000 и 2016).

### Самые возрастные тренеры
- 73 года 93 дня — Джованни Трапаттони (Ирландия, 2012)
- 69 лет 337 дня — Луис Арагонес (Испания, 2008)
- 69 лет 222 дня — Отто Рехагель (Греция, 2008)
- 68 лет 214 дней — Карел Брюкнер (Чехия, 2008)

### Самые молодые тренеры
- 36 лет 327 дней — Юлиан Нагельсманн (Германия, 2024)
- 36 лет 332 дня — Сречко Катанец (Словения, 2000)
- 36 лет 354 дня — Мишель Платини (Франция, 1992)
- 37 лет 255 дней — Франк Райкаард (Нидерланды, 2000)
- 38 лет 329 дней — Мирча Луческу (Румыния, 1984)

### Провели больше всех матчей как игрок и как тренер
| Игры | Футболист           | Расшифровка                             |
| ---- | ------------------- | --------------------------------------- |
| 24   | Дидье Дешам         | 13 (1992, 1996, 2000) + 11 (2016, 2020) |
| 17   | Лоран Блан          | 13 (1992, 1996, 2000) + 4 (2012)        |
| 14   | Франк Райкаард      | 9 (1988, 1992) + 5 (2000)               |
| 13   | Дино Дзофф          | 7 (1968, 1980) + 6 (2000)               |
| 13   | Берти Фогтс         | 2 (1976) + 11 (1992, 1996)              |
| 12   | Гарет Саутгейт      | 5 (1996) + 7 (2020)                     |
| 11   | Хосе Антонио Камачо | 7 (1984, 1988) + 4 (2000)               |
| 11   | Роберто Манчини     | 4 (1988) + 7 (2020)                     |
| 11   | Франк де Бур        | 7 (1992, 2000) + 4 (2020)               |

## Судьи

### Наибольшее количество отработанных матчей
9 матчей
- Джюнейт Чакыр

### Замены
В матче чемпионате Европы 2000 года Турция — Бельгия датчанин Ким Мильтон-Нильсен получил травму и был заменён на австрийца Гюнтера Бенкё. А в матче чемпионата Европы 1996 Франция — Болгария Дермот Галлахер (Шотландия) по той же причине заменил Пола Деркина (Англия).

### Представители других частей света
Египтянин Гамаль Гандур — был единственными неевропейским арбитром, судившим матчи финальных турниров чемпионатов Европы до ЧЕ 2020. Он отработал два матча на Евро-2000: Испания — Норвегия и Дания — Чехия (плюс один отборочный в том же цикле). Вторым неевропейцем стал аргентинский арбитр Фернандо Рапаллини во время Евро-2020.